# Rodica Șerban
Rodica Maria Șerban (* 26. Mai 1983 in Rădăuți, Rumänien; Geburtsname Rodica Maria Florea) ist eine ehemalige rumänische Ruderin. Sie wurde 2004 Olympiasiegerin und ist dreifache Europameisterin.

## Karriere
Erste internationale Erfolge konnte Șerban unter ihrem Geburtsnamen Florea zwischen 1999 und 2001 feiern, als sie drei Medaillen bei den Weltmeisterschaften der Junioren gewann. Bereits als 18-Jährige wurde sie auch bei den Weltmeisterschaften in Luzern eingesetzt, wo sie einen siebten Platz im Vierer ohne Steuerfrau belegte. Danach strebte sie in den erfolgreichen rumänischen Frauen-Achter und belegte dort im Jahr 2002 Platz 4. Im Folgejahr konnte sie sich allerdings nicht im Achter platzieren, sie startete stattdessen im Doppelvierer und belegte Platz 10, außerdem gewann sie bei den U23-Weltmeisterschaften Gold im Zweier ohne Steuerfrau. Zu den Olympischen Sommerspielen 2004 in Athen kehrte sie in den Achter zurück und gewann gemeinsam mit Ioana Rotaru, Viorica Susanu, Aurica Bărăscu, Liliana Gafencu, Elisabeta Lipă, Georgeta Andrunache, Doina Ignat und Steuerfrau Elena Georgescu die Goldmedaille.
Nach den Spielen beendeten viele der sehr erfolgreichen rumänischen Ruderinnen des Goldachters ihre Karrieren, da sie abgesehen von Șerban und Rotaru bereits viele Jahre im Rudersport aktiv waren. Șerban gehörte deshalb in den Folgejahren durchgehend dem rumänischen Achter an, und gewann Silbermedaillen bei den Weltmeisterschaften 2005 und 2007. Gleichzeitig startete sie 2005 und 2006 in jeweils einer weiteren Bootsklasse bei den Weltmeisterschaften, was überlicherwiese nur von sehr starken Ruderern gemacht wird. Zu den Olympischen Sommerspielen 2008 konzentrierte sich Șerban wieder auf den Achter und gewann in Peking die Bronzemedaille hinter den USA und den Niederlanden. Nebenbei gelangen ihr zwei Erfolge mit dem Achter bei den neu eingeführten Ruder-Europameisterschaften 2007 und 2008.
Mit der Bronzemedaille von Peking beendete Șerban zunächst ihre internationale Ruderkarriere. 2012 vor den nächsten Olympischen Spielen trat sie allerdings wieder in Erscheinung und qualifizierte sich zum Saisonbeginn für den rumänischen Frauen-Achter. Dieser hatte zwischenzeitlich einige WM-Medaillen und alle Europameisterschaften seit 2007 gewonnen. Den Sprung in die Mannschaft für die Olympischen Spiele 2012 in London schaffte Șerban allerdings nicht, sie war aber beim EM-Sieg 2012 des rumänischen Achters in Varese noch einmal beteiligt.
Șerban startete für den Verein Olimpia Bukarest CS. Bei einer Körperhöhe von 1,83 m hatte sie ein Wettkampfgewicht von 74 kg.